# ワリオランドシェイク
『ワリオランドシェイク』とは、2008年7月24日に任天堂から発売されたWii用アクションゲームソフトである。アメリカは同年9月22日、ヨーロッパでは同年9月26日にそれぞれ発売。

## 概要
ワリオランドシリーズの6作目で、ワリオのアクションゲームとしては8作目に当たる。
Wiiリモコンを横持ちで操作するが、本作はそれに加えて「シェイク（“shake” 振る、揺れる の意味）」というゲームタイトルどおり、Wiiリモコンを振る動作を併用する事である。それにあわせて、ゲーム中の固有名詞は何かしら「振る」に関連した言葉が入っているものが多い（「ユーレトピア（揺れる）」、「メルフル（振る）」、「シェイキング（shaking）」など）。
通常ステージは、ステージの奥にあるメルフル族が捕らわれた檻を壊し、スタート地点に戻って脱出してステージクリアーとなる。檻を壊してからは時間制限が発生するようになる。このスタート地点に戻り脱出までに時間制限が発生するシステムはワリオランドアドバンス ヨーキのお宝と同様であるが、仕掛けのダッシュ土管やショートカットにより、行きより帰りの方がスピーディーに攻略することができるようステージが構成されている。
今までのシリーズ作品とは違い、「ワリオは不死身」という要素はあまり登場せず、敵の攻撃を受けて変身が起こるというのも限られたステージだけの要素となり、敵の攻撃を受けるとダメージを受けて、体力がゼロになるとミスになってしまう（ただし、ゲームオーバーはない）。
グラフィックは今までのワリオランドシリーズと同様に2Dで描かれているが、特徴的なのはゲームグラフィック自体にアニメーションを取り込んだトゥーンレンダリングであるため、通常のゲーム画面そのものがムービーともいえるものとなっており、開発スタッフによると、ワリオのグラフィックだけで約2000枚のアニメを使用している。そのためゲームデータは他のWiiタイトルより多い3.67GBで、一世代前のハードであるニンテンドー ゲームキューブであったら背景グラフィックだけで容量が限界に達してしまうほどだという。
キャラクターグラフィック・ムービー共にアニメーションは『攻殻機動隊』シリーズのProduction I.Gが、背景グラフィックは有限会社草薙が制作している。アニメーションパートの作画監督には『クレヨンしんちゃん』シリーズを手掛けている高倉佳彦が起用されている。
海外ではYouTube上で宣伝を行い、ワリオのシェイクによってYouTubeが壊れるという演出がされている。
現時点でワリオランドシリーズで発売された最後のタイトルでもある。

## ストーリー
ある博物館に置かれた古代儀の中に存在する不思議な世界「ユーレトピア」。平和だったユーレトピアで事件が起こる。
外の世界から海賊・シェイキングとその一味が現れ、振れば無限にコインが出るという伝説のお宝「デルデルのサイフ」を奪い、住人であるメルフル族とその女王・クイーン メルフルも捕らわれてしまい、シェイキングはユーレトピアの王を宣言してしまう。どうにか海賊の手から逃れた一人のメルフルは仲間を救うべく、助けを求めて外の世界に向かう事に。
一方、この一件を古代儀の外から見ていた女海賊・キャプテン・シロップは自分ではお宝を手に入れるのは困難と考え、古代儀を盗み出してあるところに送る。
その後、ワリオの家にキャプテン・シロップから古代儀が送られてくる。シロップはワリオにお宝を奪わせようと考えたのである。シロップからの手紙を読み、お宝を手に入れるべく古代儀を壊そうとしたところ、助けを求めに外の世界に向かっていたメルフルが出てくる。メルフルの話をろくに聞こうとしないワリオだったが、お宝の話を聞いた途端に態度は急変。メルフルと共にユーレトピアに向かう事を決意する。
こうして、ワリオのユーレトピアでの冒険が始まるのであった。

## 登場キャラクター
ワリオ
声 - チャールズ・マーティネー（本編）、大塚周夫（CM）
本作の主人公。キャプテン・シロップからユーレトピアの入った古代儀が送られてきて、宝を出そうとすると中から助けを求めに来たメルフルが現れる。当初は人助けをする気はまったくなかったが「デルデルのサイフ」の話を聞き、シロップやシェイキングに成り代わって「デルデルのサイフ」を手に入れるため、ユーレトピアに向かう。
今回のワリオは、これまでのワリオランドシリーズに比べ「下品さ」よりも「パワフルさ」の面を前面に打ち出した演出がなされている。
なお、『スーパーマリオランド2 6つの金貨』以降のCMや『エキサイトバイク ぶんぶんマリオバトル』（サテラビュー）等で起用されていた大塚周夫は放送から7年後の2015年1月15日に虚血性心疾患で急逝したため、本作のCMが事実上最後の出演となった。10年後の2018年8月2日に発売された『メイド イン ワリオ ゴージャス』では、後任の近藤浩徳が本編・CM両方でワリオ役を担当した。
キャプテン・シロップ
声 - 廣瀬仁美
シェイキングとはまた別にお宝を狙う女海賊。自分ではシェイキングからお宝を奪うのは困難と判断して、ワリオにシェイキングを倒させようと考える。シロップ自身も計画を成功させるべく「シロップショップ」という形でワリオにアイテムを売って協力する。
元々は『スーパーマリオランド3 ワリオランド』、及びその続編『ワリオランド2』に登場したキャラクターで、ワリオと敵対することになる海賊団、ブラックシュガー団のリーダーとして登場していた。ワリオとの面識もこれによる。今作で数年ぶりの出番となった。
メルフル族
ユーレトピアの住人たち。シェイキングの魔の手から逃れた1人が外の世界に助けを求めようとし、ワリオと出会う。ユーレトピア各地に捕らわれたメルフル達を助けるのが当面の目的となる。住人達は皆同じ顔だが服の色はいろいろ。
クイーン メルフル
声 - 廣瀬仁美
ユーレトピアの女王だが幼いので「姫」と言われている。シェイキングに捕らわれてしまう。
シェイキング
声 - 最上嗣生
ユートレピアを襲った海賊団のリーダー。伝説のお宝「デルデルのサイフ」を奪うとともにメルフルたち及びクイーン メルフルを捕らえてしまい、ユーレトピアの王を名乗る。

## 追加されたアクション
「概要」で述べたように、Wiiリモコンを振ったり傾けたりする動作を併用するのが操作の特徴である。アクションは以下のようなものなどが存在する。
ものを振る（シェイク）
コイン袋や気絶した敵を持ってWiiリモコンを振ると、コインや体力を回復できるニンニクを出すことができる。
地面パンチ
地上にいるときWiiリモコンを縦に振ると、地面に強烈なパンチを放ち、衝撃で敵を気絶させたり物を動かしたりする。
投げる
敵や物を掴んだら、1ボタンを押しながらWiiリモコンを傾ける事で投げる方向を指定できる。
ロープ
ロープを掴んだら、Wiiリモコンを縦に振るか十字ボタンの左右を押す事により、反動をつけてより遠くに飛ぶことができる。
鉄棒
鉄棒にしがみ付いたらWiiリモコンを縦に振り、高速で回転しジャンプの勢いをつけることができる。

### 変身と乗り物
《過去に登場した変身アクション》
アッチッチワリオ
モクボーに触れるとしばらくの間お尻火が付いた状態で走り回る。3回壁にぶつかると火だるまになり、炎ブロックを壊す事も可能。
スノーマンワリオ
雪だまりの下でワリオが地面パンチをすると雪をかぶって雪だるま状態となる。坂の上で雪球になり転がれば、雪だるまブロックも壊せる。
フリーズワリオ
アイスモクボーに触れると氷漬けになり、壁にぶつかるまで滑り続ける。
《今作から登場した乗り物》
一輪車
特定のステージにある一輪車に乗り込むと、Wiiリモコンを傾けることでそちらの方向に向かって動かすことができる。
ジェットポット
ジェットポットスイッチを押すと出現する。Wiiリモコンを左右に傾けて進行方向を調整する。トゲなどに当たるとすぐに壊れる。
ワリオサブマリン
水中ステージのみで乗ることになる。Wiiリモコンを傾けて方向を調節し、魚雷発射でタルマリンやジェリーを倒すことも可能。

### 仕掛け
ダッシュ土管
入るとものすごい勢いでダッシュし、硬いブロックも壊すことができる。
シェイクポール
ワリオが地面パンチをすることで動かすことができ、足場としても利用できる。
ジャンプ大砲
大砲に入ったらWiiリモコンを傾けて方向を決め、2ボタンで発射できる。

## ザコ敵
バンダナ
バンダナを巻いたザコ敵。赤、黄、青、白の4種類の個体がおり、赤はその場で止まっていたり歩いたりする。黄はジャンプする。青は風船のように膨らんで空を飛んでおり、踏むと歩くだけになる。一定間隔で電気を流す個体もおり、電気を流している時に触れたり踏むとダメージを受ける。踏むと電気を流さなくなる。白は眠っていたり、ずっと気絶しており、振ると必ず大きなニンニクを出す。
フォークス
頭にフォークのような武器を付けたバンダナ。踏むとダメージを受ける。水色と紫の個体がおり、水色はワリオを見付けると突進して来る（これに当たってもダメージを受ける。）、紫はその場でジャンプを繰り返す。
バンダナホー
大砲のような形の鎧を武装したバンダナ。頭から鉄球を発射する。振ると鎧が壊れて赤いバンダナになる。白と茶の個体がおり、白はその場で止まっている、茶は歩く。
テリー
タルのような姿のザコ敵。口から鉄球を発射する。茶色と焦げ茶色の個体がおり、茶色はその場で止まっている、焦茶色は歩く。
ハリメン
バイキングの兜を被ったザコ敵。触れたり踏むとダメージを受ける。気絶している時にヒップアタックすると倒せる。
ドリー
ドリルを付けたマシーンに乗り込んだザコ敵。ドリルがついた正面に触れるとダメージを受ける。また気絶している時はドリルを上に向けるので踏むとダメージを受ける。
パックンギョ
ピラニア。気絶はしない。触れたり踏むとダメージを受ける。倒すには飛び上がった時にタックルを当てたり（緑、黒のみ）、他のザコ敵を投げてぶつけなげればならない。赤、緑、黒の3種類の個体がおり、赤は水中に泳いでいるだけ、緑は普段は水中を泳いでいるが、ワリオが近付くと水中から飛び上がって来る、黒は緑と同じ動きだが、マグマの中を泳いでいる。
フンカン
火山のような姿のザコ敵。近付くと噴火して、赤い炎を左右に出す。
ペンギーナ
ペンギン。地面の中から現れ、氷を吐き出す。青と紫の個体がおり、それぞれ1度に吐き出す氷の数が違い、青は1発、紫は3発連続で吐き出す。
スピンバット
コウモリ。近付くと真っ直ぐに急降下する。
ミィ
ミイラ。口から毒霧を吐く。普段は攻撃しても倒れるだけで倒せないが、気絶している時に倒せる。
スカール
トゲだらけの頭の骸骨。気絶はしない。近付くと頭を飛ばす。頭はブーメランのようにスカールに戻って来る。普段は攻撃しても崩れるだけで倒せず、暫くすると復活するが、頭を飛ばした時に攻撃すると倒せる。
スコルピー
サソリ。近付くと尻尾を伸ばして刺す。赤と黄色の個体がおり、赤はその場で止まっている、黄色は地上や天井を歩く。
コブン
剣を持ったザコ敵。近付くと剣を振って突進する。
ターキー
鳥。近付くと斜めに急降下する。岩を足に持っている個体は岩を落とし、その後は岩を持っていない個体と同じ動きになる。また緑と赤の個体がおり、緑はその場で滞空している、赤は左右に飛び回っている。振ると羽毛が取れて逃げた後に倒れる。
メガニン
眼鏡をかけた忍者。何処からともなく突然現れて爆弾を投げる。爆弾がマップ上に5個あると現れなくなる。
オック
壺の中に入ったタコ。近付くと壺から出て来て鉄球を吐き出す。赤と紫の個体がおり、それぞれ1度に吐き出す鉄球の数が違い、赤は1発、紫は3発連続で吐き出す。振るとその後に鉄球を吐き出す（吐き出す数は普段と同じ）。この時に吐いた鉄球は攻撃として使える。
モーリス
頭に銛が付いたダイバー。ワリオサブマリンを操作するステージでのみ登場。真っ直ぐに泳ぐ。オレンジ、青、紫、緑の4種類の個体がおり、オレンジは普通に真っ直ぐ泳ぐ、青は近付くとこちらのいる方向に向かう、紫は地面から出て来る、緑は上から落ちて来る。緑はワリオサブマリンと同じ高さまで落ちるとそちらへ向かう個体もいる。倒すと10コインを落とす。
ジェリー
クラゲ。ワリオサブマリンを操作するステージでのみ登場。水色、黄色、ピンクの3種類の個体がおり、水色はジグザグに泳ぐ、黄色は彷徨くように動く、ピンクは黄色と同じ動きだが、一定間隔で電気を帯びた後、4方向に飛ばし、電気を帯びている時は攻撃が効かない。倒すと50コインを落とす。
チクチク
ウニ。赤と青の個体がおり、青は普通は倒せないが、赤を攻撃すると一緒に倒せる。倒すと青は10コイン赤は50コインを落とす。赤は地上でも登場する。上から降って来て、地面に落ちると爆発したり、そのままベルトコンベアで運ばれたりする。
タルマリン
タル型の潜水艦。ワリオサブマリンを操作するステージでのみ登場。近付くと立ち止まる。茶色と灰色の個体がおり、茶色は魚雷を発射するが、灰色は何もして来ない。倒すと100コインを3枚落とす。
タルリフト
細い棒で歩くタル。地面パンチをするとタル部分が下に下がる。倒せないが上に乗れるので、敵というより仕掛けに近い。
ラフレシア
人食い花。倒せない。上に乗ると花を閉じて食べようとする。食べられるとダメージを受け続けるが、Wiiリモコンを振ると脱出できる。黄色と赤の個体がおり、黄色は暫くすると食べようとするが、赤はすぐ食べようとする。ザコ敵も食べるので、ミッションの対象になっている事もある。
トレンジャー
宝箱に擬態しているザコ敵。近付くと食べられる。爆弾を食べさせる事で倒せる。倒した後はお宝が手に入り、他の敵キャラと違い1度倒すと2度と復活しなくなる。
モクボー
煙のようなザコ敵。地面に落ちると赤い炎になり、この時に触れるとワリオの尻に火がつく。炎になった後は消える。
アイスモクボー
地面に落ちるまでの姿はモクボーと同じだが、地面に落ちると青い炎になり、この時に触れるとワリオが凍り、壁にぶつかるまで地面を滑り続ける。炎になった後は消える。最初から地面にいて、炎のままの個体もいる。

## ステージ&ボス
ユーレトピアには5つの大陸が存在する。最後にはボスが待ち受けているが、ボスを倒しても次には進めず、コインを溜めて「シロップショップ」で地図を購入することで新たに行ける場所が増えていくシステムとなっている。
大陸の名前は全てゲームタイトルや本作の要素である「シェイク」に関連したものとなっている。
海賊船
初めて訪れるエリアで、シロップが所有する海賊船。練習ステージとシロップショップが存在する。
エリア1：グラナン大陸
南アメリカ大陸がモデルの、古代の文明が眠るエリア。
ボス：ギガストン
巨大な石像の怪物で、外見は巨大なロボットに近く、多数の車輪が付いた土台に人の上半身が乗ったような見た目で、遺跡の巨大な壁を持ち上げる怪力を誇る（しかし戦闘中は常に壁を持ち上げているため、ワリオに対しては無意味に等しい）。
地面に顔をぶつけることで地震を起こしたり、持ち上げている壁を揺らして柱を落としたりして攻撃してくる。体力が減少すると攻撃パターンが変化し、腰部から分離した浮遊する石の足場からのビームや頭部から出す手裏剣のような弾で攻撃してくる。
頭部の左右上部にあるランプのようなパーツが弱点だが、普段はワリオの攻撃が届かない高さのうえ、ダメージを受けるとワリオを押し出すバリアを張って追撃を阻止。さらに攻撃パターンが変化すると左右のランプが剥がれ落ち、そこにトゲが生え上部のランプにしか攻撃が通用しなくなる。
倒すと顔以外が持ち上げていた遺跡の下敷きになる。
エリア2：アッフリフリ大陸
アフリカ大陸がモデルの、広大な大地が広がるエリア。
ボス：レッドブースト
ロケットエンジンが剥き出しで搭載されている超高速四輪マシンを駆るレーサー。ワリオも一輪車にロケットとパンチグローブが付いた専用のマシンに乗り込み、超高速で逃げるレッドブーストを追いながらの戦闘となる。
普段はロケットの噴射炎のため相手のマシンに近寄ることが出来ないが、レッドブーストが投擲してくるスパナやタイヤをパンチで打ち返し剥き出しのエンジンに複数回ぶつけると、エンジンが一時的に機能不全を起こし直接パンチ攻撃が可能になる。
体力が減少するとタイヤの接続部を伸長させて車高が上昇、投擲物の反射を行いづらくしてくるほか、ワリオの背後に回りこんでの突進攻撃が加わる。なお、タイヤの部分に当たり判定は無いが、ワリオが近づくと伸長したタイヤの接続部を元に戻して車高を下げ、従来通りロケットの噴射炎で燃やそうとしてくる。
さらに体力が減少するとマシンが大破。マシンを乗り捨てて残骸を撒き散らし（この残骸に当たるとダメージ）、自身の乗っていた高速マシンにも劣らない超高速で走る（何故かハンドルを持ったまま）。なお、この時は残骸以外は一切攻撃せず、一撃で倒せる。
倒すと画面奥へ吹っ飛び、星になる。
エリア3：シャカリカ大陸
北アメリカ大陸がモデルの、きらびやかな建造物が存在するエリア。
ボス：ピエロット
宙に浮かぶ顔だけのピエロのようなロボット。テレサに近い笑い声を出す。
鼻状のパーツからトゲを出した上で射出したり、鼻状のパーツを2つに分離させ炎を纏わせて振りまわす、炎の円盤のようなものを飛ばすなどトリッキーな攻撃が多い。
弱点は頭だが、普段は帽子で防護されており、鉄棒アクションを活用して何度か帽子や顎を攻撃することで弱点が剥き出しとなり、同時にピエロットは気絶し地面に落ちる。体力が減るにつれ攻撃パターンの種類が増加していく。
倒すと無数の爆発を起こし、爆散する。
エリア4：オーユレダナ大陸
オーストラリア大陸がモデルの、大樹海や空中神殿のエリア。
ボス：フランティ
巨大な鉢植えに生えた花の怪物。
花びらをプロペラのように回転させ、突風を起こし、ワリオを吹き飛ばしたり吸い込んだりするのが主な攻撃手段。ジャンプで地震を起こしつつ地面からイバラ状の植物を生やす、つぼみのように窄ませた花からザコ敵を吐き出すといった攻撃も持つ。
顔に敵を投げつけると一時的に気絶状態になり、その間にタックルで鉢植えを押して動かすことでダメージを与えられる。体力をゼロにすると右側の崖から転落、水没しワリオの勝利となる（つまり、ボスの体力＝右側の崖までの距離となる）。そのため後半戦になるほど戦闘フィールドは広くなるのだが、左側の崖とフランティの目の前に常にイバラ状の植物が生え、ザコ敵の持ち上げやワリオの攻撃を妨害する他、より複雑なザコ敵、イバラ、突風のコンビネーションを仕掛けるようになる。
エリア5：ユーフラフラ大陸
ユーラシア大陸がモデルの、山脈や怪しげな城の存在するエリア。
ボス：ガマック
空飛ぶ中華鍋に乗りコック帽を被った丸く太った見た目がアヒルのような大食いの怪物で、名前のようにガマ口である。
急降下プレスで地震を起しつつ、ザコ敵の入った袋を落下させたり、口からミサイルを吐き出す。
ザコ敵を投げつけても食べられてしまうだけでダメージを与えられないが、ある適度ザコ敵を食べさせると反撃で爆弾を吐き出し、これを食べさせると体内で爆発が起こり、ダメージを与えられるとともに地上に落下して追撃が可能になる。
爆弾を体内で爆発させる毎に体が大きくなり、急降下プレスが避けにくくなる。後半戦になると登場するザコ敵が増加し、画面横からの突進が加わる。また、爆弾を吐き出させるために食べさせるザコ敵の数も増加する。
倒すと風船に穴が開いたように空気の抜ける音を出しながら、壁にぶつかりながら飛んでいき、最後に消滅する。
シェイキング号
エリア1〜5の全てのボスを倒すと行ける。シェイキング海賊団の船であり本拠地。エリアはボス戦であるVSシェイキングのみ。
ボス：シェイキング
シェイキング海賊団のリーダーであり、黒幕にして、今作のラスボス。
頭の角で突進したり、火の玉を5つ2回、合計10個降らせたり、地震パンチでワリオを怯ませ、掴んで振ったりして攻撃する。突進攻撃を踏みつけると壁に頭が刺さり、そこをタックルで攻撃すると5回までダメージを与えられる。さらに5回ダメージを与えて頭が抜けた後の気絶中は掴むことができ、振るとコインが大量に出現し、投げると大ダメージを与えられる。地震パンチの予備動作中に地震パンチをすると上に吹っ飛び気絶する。また地震パンチ以外の攻撃でも予備動作中にこちらが地震パンチを放つことで、攻撃を中断させる事が出来る。
体力が減少すると大ジャンプして床を壊し、下の階に移動。突進攻撃を踏みつける回数が2回に増え、ヒップアタックで衝撃波を発生させたる攻撃が追加される。
さらに体力が減少すると大ジャンプで床を壊してクイーン メルフルとデルデルのサイフがある最深部へ移動、体力が全回復し最終段階になる。宙に浮くようになり、突進攻撃への踏み付けが3回に増え、雷を10発落とす、壁や地面で反射する電気の球を3つ出す、画面の端に移動して、移動にあわせて回転する電気の球を周囲に放ち、発動直後が太く、少しして細くなるレーザーを打ちながら、そのまま反対方向へ移動を3回繰り返し、3回目で中央に移動し、電気の球とレーザーを放射状に放つ攻撃が追加される。
倒すと断末魔を上げながらスローモーションで吹っ飛んだあと、光に包まれる。

## 漫画作品
『デンゲキニンテンドーDS』で山中あきらにより連載されていた漫画『GOケツ・ワリオ』は、当初『怪盗ワリオ・ザ・セブン』を内容としたものだったが、2008年9月号からは『ワリオランドシェイク』編となっている。2011年8月号まで連載された。
ストーリーはゲームの展開を基にしたオリジナルのものとなっている。以下は漫画版のキャラクターに関してで、原作との相違点などについて紹介している。
ワリオ
『ワリオ・ザ・セブン』編でも言えることだが、原作よりもかなり頭が切れ、ボスを倒すのはもっぱら頭脳戦となっている。
ダナ公
原作におけるザコ敵のバンダナ兵で、事実上の漫画オリジナルキャラ。シェイキングの部下だったのだが、成り行きからワリオたちとともに行動することになる。どうにか罠にはめてワリオを倒そうとするのだが、いつも失敗しており、それどころか武器としてボスに投げつけられる、風船状の身体のためそれを利用した身体をはる仕事をやらされるなど毎回ひどい目にあっている。ワリオを乗せて少しだけ空を飛ぶことが可能。
メルフル
漫画では、シロップと同行する一人（原作でワリオをユーレトピアに誘ったメルフル）しか登場していない。一行の中では比較的常識人でストッパー役。その分、地味な役回りが多い。
キャプテン・シロップ
漫画では彼女がワリオをユーレトピアに呼んだこととなっている。原作と違ってワリオらの冒険に同行しており、ボスとの戦いなどには積極的に協力しているが、その一方で協力が有料だったりと原作以上にちゃっかりした性格。しかし動かないギガストンが塞いだバンダナを助ける道中の焼き芋屋を最後に全く登場しなくなった。
ギガストン
シェイキングの子分。子分一の怪力を持ち、何でもかんでも一番ではないと気がすまない性格。建物の中にボス達が集まって小さな扉からどうやって入ったのかは不明である。
レッドブースト
シェイキングの子分。島一つをサーキット場にしている。一人称はアタイ。語尾に「だ～っしゅ」と付ける。
ピエロット
面白いことしか考えていないシェイキングの子分。ワリオに一撃で倒されたことがある。
フランティ
シェイキングの子分。美を愛しブサイクを憎む花の王。
ガマック
シェイキングの一の子分。しかし（レッドブースト曰く誰が一の子分かは「くじ引きで決めた」ので）あんまり強くない。話の終盤はドジを踏むことが多い。
シェイキング
扉を開けるのが面倒なので壁を壊し、信号待ちが面倒だから自動車を跳ね飛ばしながら道路を渡るという「あまりにもゴーカイ（というよりも大雑把）な人生」を歩んだため、身体は鋼鉄よりも丈夫に鍛えられワリオの攻撃を受けても傷ひとつ追わず、巨大なエネルギー弾を作り出し投げつける攻撃をしたりと、原作よりも驚異的に強くなっている。ただし、同様にゴーカイな性格のため後先考えず自分の船を吹き飛ばしてしまったりと、問題ありな性格となっている。二回目はシルエットのみの登場だった。

## スタッフ
- Director - 山内円
- Planning - 瀬井健太郎
- Design Director & Illustration - 塚脇忠典
- Music - 冨田朋也・濱野美奈子
- Sound Supervisor - 中塚章人
- Producer - 原田貴裕・蛭子悦延
- Senior Producer - 梅崎重治
- Executive Producer - 岩田聡